# Best of The Kelly Family
Best Of The Kelly Family – siódma kompilacja zespołu The Kelly Family, wydana w 1999 w większości krajów Europy.

## Lista utworów
1. „An Angel” (śpiew: Paddy, Angelo) – 3:46
2. „When the Boys Come into Town” (śpiew: John, Maite, Kathy) – 3:16
3. „I Can’t Help Myself” (śpiew: Angelo, Paddy) – 3:08
4. „One More Freakin’ Dollar” (śpiew: Paddy) – 3:48
5. „Red Shoes” (śpiew: John) – 4:09
6. „Oh It Hurts” (śpiew: Maite) – 3:35
7. „Key to My Heart” (śpiew: Paddy, Joey) – 2:55
8. „Nanana” (śpiew: Jimmy, Maite) – 4:02
9. „I Will Be Your Bride” (śpiew: Angelo) – 4:23
10. „Ares qui” (śpiew: Paddy, Kathy, Jimmy) – 3:49
11. „Please Don’t Go” (śpiew: Patricia, Jimmy) – 4:15
12. „The Children Of Kosovo” (śpiew: Kathy, Angelo, Maite, Paddy) – 4:13
13. „Every Baby” (śpiew: Maite) – 2:56
14. „Santa Maria” (śpiew: John, Angelo) – 3:08
15. „The Wolf (Live)” (śpiew: Joey, Paddy) – 5:55
16. „Baby Smile” (śpiew: Barby) – 3:37
17. „Who’ll Come With Me (David’s Song)” (śpiew: Paddy, Dan) – 3:08
18. „Greensleeves” (śpiew: Dan, Kathy) – 4:15

### Utwory bonusowe
Na płycie CD dodano teledysk do piosenki „An Angel”, biografię oraz 20 zdjęć zespołu.

## Single
1. „The Children Of Kosovo” – 1999

## Miejsca na listach przebojów w 1999 roku
| Kraj       | Miejsce na liście |
| ---------- | ----------------- |
| Austria    | 43                |
| Holandia   | 35                |
| Niemcy     | 14                |
| Szwajcaria | 20                |
| Belgia     | 15                |